# Grantová agentura České republiky
Grantová agentura České republiky (GA ČR) je státní instituce podporující základní výzkum napříč všemi vědními obory, a to výhradně z veřejných prostředků. Svoji činnost zahájila v roce 1993. Nejdříve sídlila v Akademii věd na Národní třídě, od roku 2009 působí v pronajatých prostorech na Evropské třídě. Každoročně uděluje v rámci vyhlášených programů na základě výsledků veřejné soutěže ve výzkumu a vývoji finanční podporu na vědecké projekty jak pro erudované vědce a týmy, tak pro mladé a začínající vědecké pracovníky. Financuje rovněž mezinárodní vědecké projekty. Jde o jedinou organizaci tohoto typu s tímto posláním v České republice. V roce 2018 vydala na podporu pokračujících grantů z minulých let 4,223 mld Kč, na podporu nově schválených projektů 1,347 mld Kč. 

## Právní postavení GA ČR
GA ČR je organizační složka státu, jejímž posláním je účelovou formou podporovat základní výzkum, a to výhradně z veřejných prostředků. Při své činnosti se řídí zákonem č. 130/2002 Sb., o podpoře výzkumu, experimentálního vývoje a inovací z veřejných prostředků a o změně některých souvisejících zákonů (zákon o podpoře výzkumu, experimentálního vývoje a inovací). Samostatně hospodaří s účelovými a institucionálními prostředky přidělenými přímo ze státního rozpočtu.

## Hlavní cíle GA ČR
- V rámci veřejných soutěží ve výzkumu a vývoji financovat vědecké projekty základního výzkumu s vysokým potenciálem pro dosažení výsledků světové úrovně.
- Podporovat a dále rozšiřovat mezinárodní vědeckou spolupráci v základním výzkumu.
- Přispívat k vytváření atraktivních podmínek pro profesní dráhu mladých a začínajících vědeckých pracovníků.
- Dbát na to, aby svěřené prostředky byly využívány co nejúčelněji k prospěchu české vědy.
- Pro navrhovatele i řešitele projektů vytvářet v rámci platných zákonů co nejlepší podmínky pro administrativní zpracování žádostí a projektů.

## Organizační struktura GA ČR
Orgány GA ČR tvoří předseda, předsednictvo, vědecká rada a kontrolní rada. Poradními orgány předsednictva jsou oborové komise a expertními orgány oborových komisí jsou hodnoticí panely. Činnost GA ČR po organizační a administrativní stránce zajišťuje Kancelář GA ČR.

### Předsednictvo GA ČR
Předsednictvo je výkonným orgánem GA ČR, má pět členů včetně předsedy. Je jmenováno vládou ČR na návrh Rady pro výzkum, vývoj a inovace. Je složeno z pěti členů, kteří zastupují pět základních vědních oborů – technické vědy, vědy o neživé přírodě, lékařské a biologické vědy, společenské a humanitní vědy a zemědělské a biologicko-environmentální vědy. Funkční období členů předsednictva je čtyřleté s možností jmenování nejvýše na dvě funkční období po sobě následující. Statutárním orgánem GA ČR je její předseda.
Předsednictvo schvaluje vyhlášení veřejných soutěží ve výzkumu a vývoji a rozhoduje o uzavření smluv o poskytnutí podpory, tedy o udělení grantů vědeckým projektům na základě hodnocení oborových komisí a panelů GA ČR. Předsednictvo dále koordinuje činnost těchto poradních orgánů, jmenuje a odvolává jejich členy.

### Vědecká rada GA ČR
Vědecká rada GA ČR je koncepčním orgánem GA ČR. Má dvanáct členů, které z řad odborníků jmenuje a odvolává vláda na návrh Rady pro výzkum, vývoj a inovace. Funkční období jejích členů je čtyřleté s možností jmenování nejvýše na dvě období po sobě následující.
Vědecká rada navrhuje předsednictvu ustavení a zaměření oborových komisí, skupiny projektů a jejich zaměření, vyhodnocuje vědeckou úroveň GA ČR a navrhuje potřebná opatření.

### Kontrolní rada GA ČR
Kontrolní rada GA ČR je kontrolním orgánem GA ČR. Má deset členů, které z řad odborníků jmenuje Poslanecká sněmovna na návrh právnických osob zabývajících se výzkumem a vývojem. Funkční období členů kontrolní rady je čtyřleté s možností jmenování nejvýše na dvě období po sobě následující.
Kontrolní rada kontroluje rozdělování finančních prostředků GA ČR, projednává stížnosti na postup poskytovatele při hodnocení návrhu grantového projektu a předkládá stanoviska předsednictvu, pro které jsou závazná.

### Oborové komise a panely
Oborové komise jsou stálými odbornými poradními orgány předsednictva. Jejich hlavním úkolem je hodnocení návrhů grantových projektů a hodnocení řešení udělených projektů. Mají 10–20 členů, odborníků v dané vědní oblasti.
Hodnoticí panely jsou expertními orgány oborových komisí. Vypracovávají interní posudky návrhů projektů, připravují podklady a doporučení pro jednání oborových komisí. Celkový počet panelů je 39.

### Kancelář GA ČR
Kancelář v souladu se Statutem GA ČR zajišťuje podle pokynů předsedy odborné, ekonomické, kontrolní, organizační a správní úkony vyplývající z činností realizovaných GA ČR. Zejména pak připravuje podklady pro jednání hodnoticích panelů, oborových a případně dalších komisí GA ČR, vědecké rady GA ČR, kontrolní rady GA ČR a předsednictva GA ČR; sestavuje návrh rozpočtu GA ČR a schválený rozpočet podle pokynů předsedy spravuje; sestavuje závěrečný účet kapitoly GA ČR; shromažďuje návrhy grantových projektů, vytváří a spravuje databázi projektů a oponentů; organizačně zajišťuje spolupráci GA ČR s partnerskými organizacemi v ČR působícími v oblasti výzkumu, vývoje a inovací; o činnosti GA ČR informuje veřejnost. Kancelář řídí ředitel Kanceláře jmenovaný a odvolávaný předsedou GA ČR.

## Typy grantových projektů
GA ČR poskytuje účelovou podporu na řešení těchto typů grantových projektů:
- standardní grantové projekty - projekty uskutečňované renomovanými badateli a výzkumnými týmy se zaměřením na základní výzkum;
- juniorské projekty - projekty zaměřeny na vytváření příležitosti pro excelentní mladé vědecké pracovníky s cílem vybudovat si nezávislou skupinu s několika spolupracovníky (pracovní tým) a moderním vybavením, které oživí současnou strukturu základního výzkumu v ČR;
- mezinárodní grantové projekty (bilaterální) - projekty zaměřeny na podporu mezinárodní spolupráce v základním výzkumu; na základě bilaterálních dohod mezi agenturami jsou návrhy projektů posuzovány nezávisle u obou národních agentur; GA ČR podporuje bilaterální kooperaci vědců a vědeckých týmů ve spolupráci s těmito partnerskými organizacemi:
  - Deutsche Forschungsgemeinschaft (DFG), Německo
  - National Research Foundation of Korea (NRF), Korea
  - National Science and Technology Council (NSTC, dříve MOST), Tchaj-wan
  - São Paulo Research Foundation (FAPESP), Brazílie
- mezinárodní grantové projekty (LA granty) - projekty zaměřeny na podporu mezinárodní spolupráce v základním výzkumu; jejich hodnocení probíhá s využitím principu „Lead Agency“; na základě dohod mezi agenturami jsou návrhy projektů posuzovány pouze u jedné z národních agentur, druhá výsledky posuzování přijímá. GA ČR podporuje tento typ mezinárodní kooperace vědců a vědeckých týmů ve spolupráci s těmito agenturami:
  - Fonds zur Förderung der wissenschaftlichen Forschung (FWF), Rakousko;
  - Slovenian Research Agency (ARIS), Slovinsko
  - National Science Centre (NCN), Polsko
  - Swiss National Science Foundation (SNSF), Švýcarsko
  - Luxembourg National Research Fund (FNR), Lucembursko
  - Deutsche Forschungsgemeinschaft (DFG, od r. 2021, transformace z bilaterální spolupráce na LA spolupráci), Německo
  - National Science Foundation (NSF), USA
- postdoktorské projekty - projekty na podporu projektů základního výzkumu mladých vědeckých pracovníků (od roku 2014 se nové soutěže již nevyhlašují);
- projekty na podporu excelence v základním výzkumu - projekty zaměřeny na špičkový základní výzkum, pro jehož uskutečnění nelze vytvořit podmínky v rámci existujících skupin grantových projektů GA ČR (první veřejná soutěž byla vyhlášena v roce 2011, druhá a zároveň poslední veřejná soutěž byla vyhlášena v roce 2013).
- projekty EXPRO
- projekty JUNIOR STAR
- projekty  POSTDOC INDIVIDUAL FELLOWSHIP - OUTGOING / INCOMING

Návrhy uvedených typů projektů mohou být podávány ze všech oblastí základního výzkumu. Délka trvání projektů je 2–3 roky, u projektů EXPRO a JUNIOR STAR 5 let. Téma projektu volí navrhovatel.

## Mezinárodní aktivity
Jednou z dlouhodobých priorit GA ČR je udržování a další rozvoj aktivit na poli mezinárodní spolupráce. Na globální úrovni je mezinárodní spolupráce realizována v rámci členství GA ČR v Global Research Council (GRC), na celoevropské úrovni potom zejména na základě členství v nadnárodních organizacích European Science Foundation (ESF) a Science Europe (SE). Na základě bilaterálních dohod GA ČR úzce spolupracuje s Jižní Koreou, Tchaj-wanem, Německem a Rakouskem.